# 2. tirolski lovski polk (Avstro-Ogrska)
Za druge 2. polke glejte 2. polk.
2. tirolski lovski polk (izvirno nemško 2. Tiroler Jäger Regiment) je bil pehotni polk avstro-ogrske skupne vojske.

## Zgodovina
Polk je bil ustanovljen leta 1895. 

### Prva svetovna vojna
Polkovna narodnostna sestava leta 1914 je bila sledeča: 55% Nemcev, 41% Tirolcev in 4% drugih. Naborni okraj polka je bil v Innsbrucku, Brixnu, Trentu in Egerju, pri čemer so bile polkovne enote garnizirane sledeče: Bolzano (štab, I. in II. bataljon), Merano (III. bataljon) in Brixen (IV. bataljon).
Polk je sodeloval v dvanajsti soški ofenzivi na soški fronti.

## Poveljniki polka
- 1908: Ernst Kletter[4]
- 1914: Alexander Brosch von Aarenau[1]